# Frontière entre la Biélorussie et la Pologne
La frontière entre la Biélorussie et la Pologne correspond à l'ancienne frontière entre la Pologne et la République socialiste soviétique de Biélorussie.

## Tracé
La frontière suit un tracé globalement orienté nord-sud, partant du tripoint entre la Biélorussie, la Lituanie et la Pologne (53° 57′ 15″ N, 23° 31′ 00″ E) et se poursuivant jusqu'au tripoint entre la Biélorussie, la Pologne et l'Ukraine (51° 30′ 15″ N, 23° 37′ 30″ E). La rivière Bug en constitue la partie la plus au sud.

## Histoire

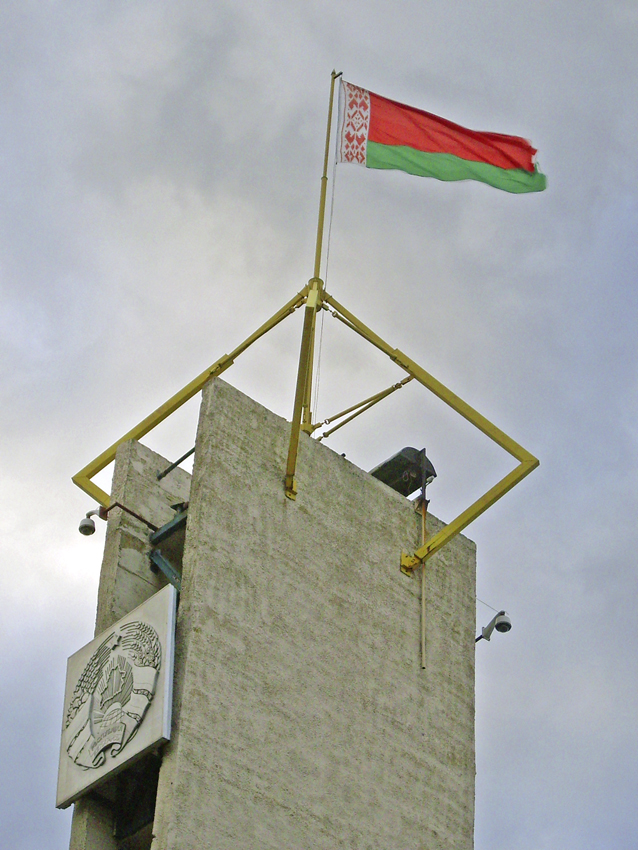
Poste-frontière de Brest-Terespol.

La frontière correspond à peu près à la ligne Curzon telle que définie en 1919 comme frontière orientale de la Pologne et reprise durant la Seconde Guerre mondiale par Staline.
En août 2021, la Pologne annonce la construction d'une barrière métallique haute de 2,5 mètres sur 150 kilomètres le long de la frontière (nouveau et dernier mur frontalier dans l'Union européenne) , à la suite de l'augmentation des entrées illégales de migrants depuis la Biélorussie. En octobre 2021, le parlement polonais valide le projet d'un coût estimé à 353 millions d'euros, sans apport de l'Union européenne. En juin 2022, la construction de cette barrière est terminée.
Finalement long de 187 km (pour un total de 418 km de frontière commune avec le Bélarus), ce mur de 5,5 mètres de hauteur, doté de capteurs et de détecteurs de mouvement a été « inauguré » le 30 juin par le premier ministre polonais (Mateusz Morawiecki) dans le village de Kuźnica. En tant que source de fragmentation écologique et de fragmentation forestière, il inquiète aussi les naturalistes et les écologues.

## Situation fin 2023

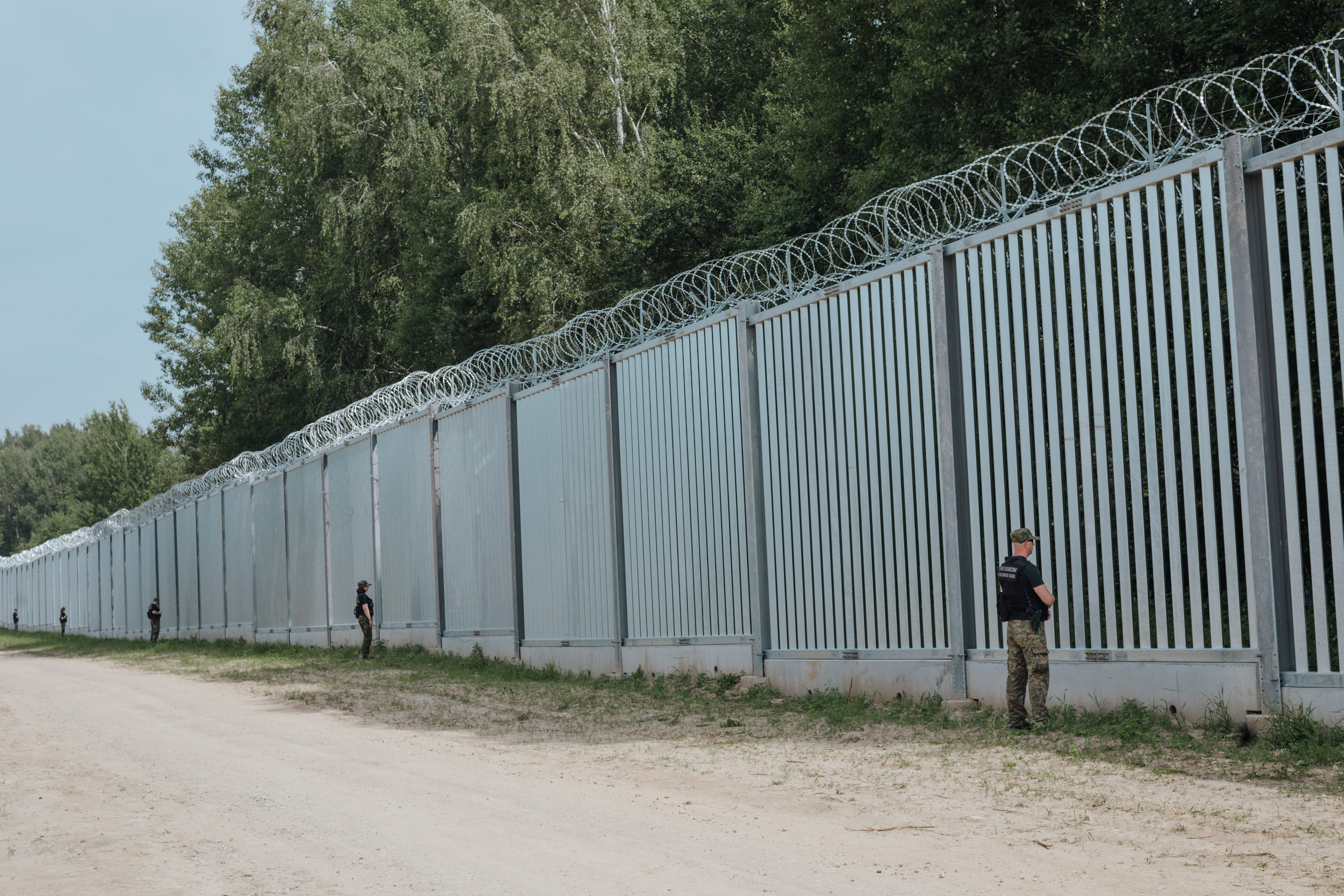
Vue de la barrière frontalière en 2022.

Selon la porte-parole des gardes frontières de Podlachie, les passages de migrants en 2023 auraient diminué de moitié par rapport à 2021. De 40 000 passages on n'enregistre plus que 21 000 tentatives, cette année. Selon les autorités polonaises, la clôture d'acier facilite le travail des gardes en leur donnant le temps d'agir rapidement quand il y a tentative de passage. Durant la période électorale actuelle de l'automne 2023 le mur est devenu un argument de campagne du parti conservateur PIS. D'autres Polonais voudraient voir disparaître la clôture d'acier et forment des associations de défense des réfugiés. Dans le cimetière musulman de Bohoniki, 7 migrants ont déjà été enterrés dont un jeune homme de 19 ans et un bébé. Plusieurs étaient morts après avoir erré dans la forêt qui jouxte la frontière pendant plusieurs jours.